# 迪耶 (约讷省)
迪耶（法語：Dyé，法語發音：[dje]）是法国勃艮第-弗朗什-孔泰大区约讷省的一个市镇，属于阿瓦隆区。

## 地理
迪耶（47°53'57"N, 3°52'11"E）面积17 平方千米，位于法国勃艮第-弗朗什-孔泰大區约讷省，该省份为法国中北部内陆省份，西接卢瓦雷省，西北接塞纳-马恩省，南至涅夫勒省，东临科多尔省，东北与奥布省接壤。
与迪耶接壤的市镇（或旧市镇、城区）包括：弗洛尼拉沙佩勒、贝尔努伊、卡里塞、科朗、马利尼、梅雷、韦扎讷。

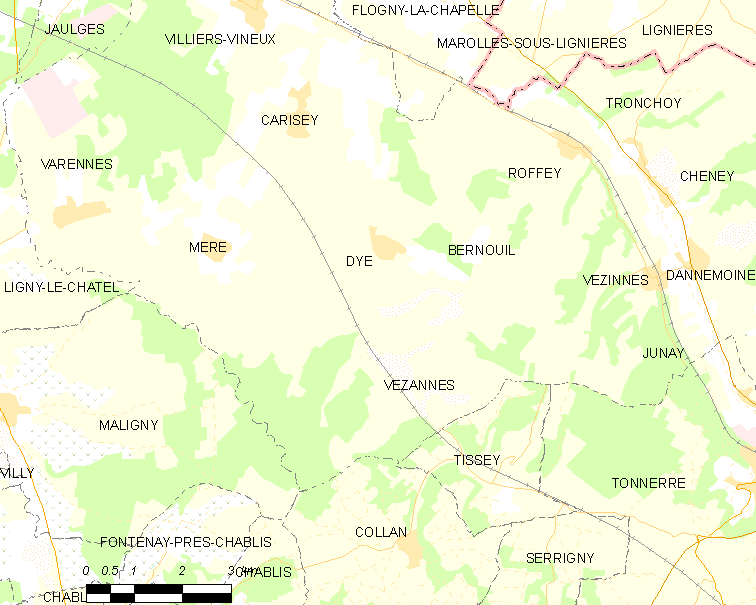
的OSM定位图

迪耶的时区为UTC+01:00、UTC+02:00（夏令时）。

## 行政
迪耶的邮政编码为89360，INSEE市镇编码为89149。

## 政治
迪耶所属的省级选区为托内鲁瓦县。

## 人口

1962-2008年间人口变化图示

迪耶于2022年1月1日时的人口数量为188人。